# Celia Baudot de Moschini

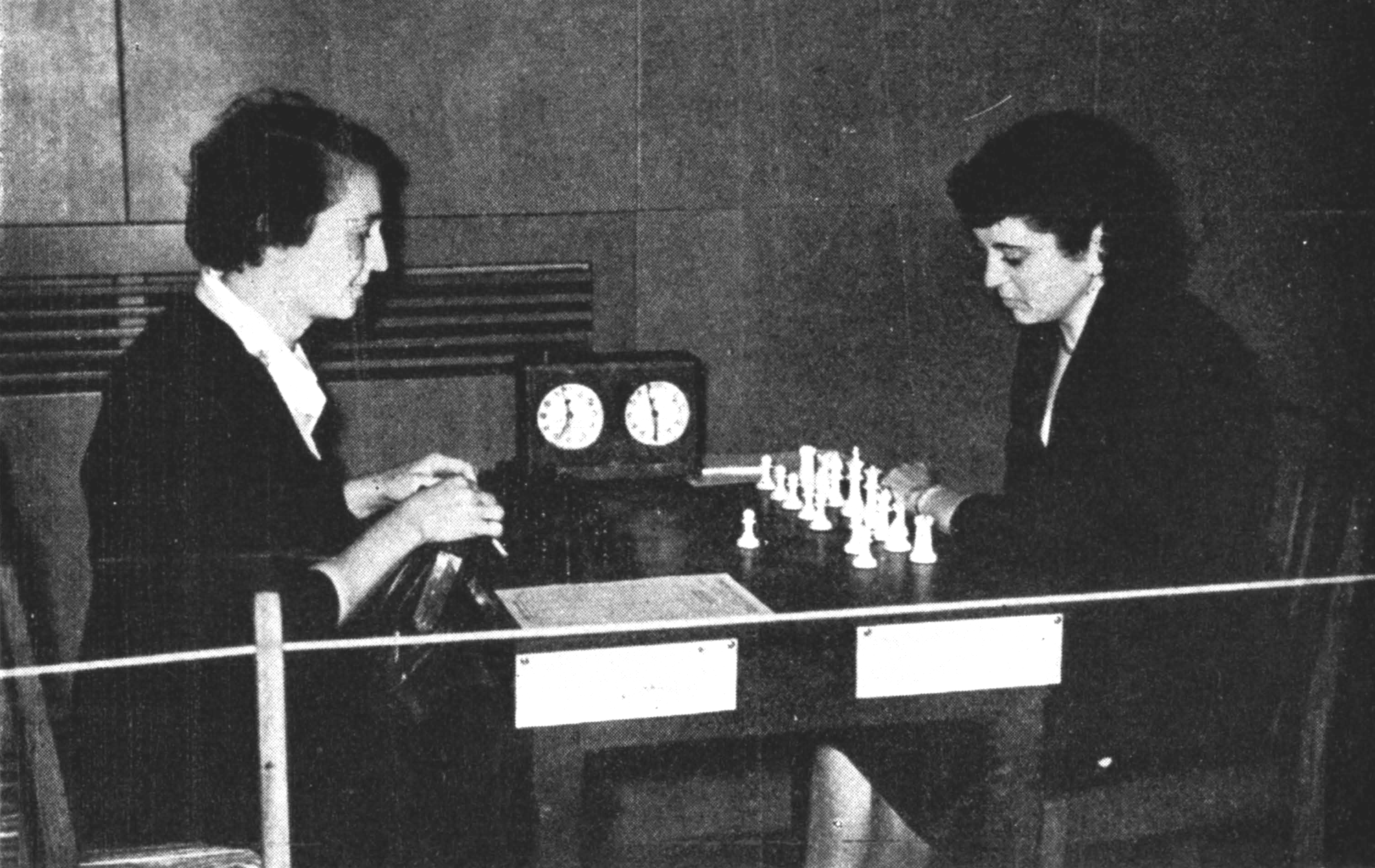
Celia Baudot (esquerra) vs María Montero - Revista AJEDREZ núm. 03 - juny de 1954

Celia Baudot de Moschini   (Argentina, 5 d'octubre de 1910 - Mar del Plata, 7 de juny de 2006) va ser una jugadora d'escacs argentina que tenia el títol de Mestre Internacional Femení des de 1954. Va guanyar sis vegades el Campionat argentí femení, i dues vegades el Campionat Sud-americà Femení. També va participar dues vegades del Campionat del món femení.

## Biografia
Nascuda el 5 d'octubre de 1910, no va ser fins als quaranta anys d'edat, després d'haver-se casat i criat tres fills, que va començar a participar en tornejos, sense descurar la seva anterior ocupació com a professora de música.

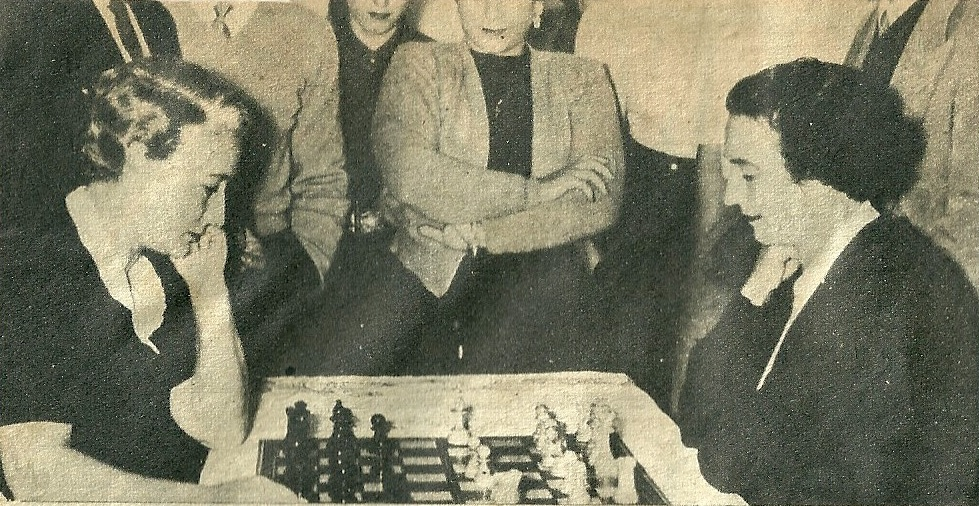
Celia Baudot de Moschini (dreta) vs María M. de Trubint.

En 1954, va guanyar el Torneig Zonal de l'Amèrica del Sud, classificatori pel Campionat del món femení i va ser guardonada amb el títol de Mestra Internacional Femenina de la FIDE.
Des de la dècada de 1950 fins a la de 1960, Celia Baudot de Moschini va ser una de les principals jugadores d'escacs argentines. Va guanyar sis vegades el Campionat femení de l'Argentina, els anys 1953, 1957, 1958, 1962, 1963 i 1968.
El 1963, a Fortaleza (Ceará) Celia Baudot va guanyar per segona vegada el Torneig Zonal de l'Amèrica del Sud.
Va participar dues vegades en el Campionat del món femení: el 1955, a Moscou, hi va ocupar el lloc 18è; a Sukhumi el 1964, hi va ocupar novament el lloc 18è.